# Maria z Antiochii
Maria z Antiochii (ur. 1145, zm. 27 sierpnia 1182) – cesarzowa bizantyńska 1161–1180, żona Manuela I Komnena. 

## Życiorys
Była najstarszą córką Rajmunda z Poitiers i Konstancji z Antiochii. W 1161 poślubiła Manuela I Komnena. W 1167 urodziła Aleksego II Komnena. Po śmierci męża została regentką w imieniu ich syna. Kontynuowała prozachodnią politykę zmarłego męża. Niezadowolenie z jej rządów wykorzystał Andronik I Komnen. Została przez niego odsunięta od władzy i umieszczona w klasztorze.  Świętego Diomedesa lub w pobliskim więzieniu. Bezskutecznie usiłowała wezwać na pomoc swego szwagra, króla Węgier Belę III. Została uduszona 27 sierpnia 1182 roku przez Konstantyna Tripsychosa i eunucha Pterygeonitesa. Pochowano ją w nieoznakowanym grobie na pobliskiej plaży.